# Brižina
Brižina je naseljeno mjesto u općini Bugojno, Federacija Bosne i Hercegovine, BiH.

## Stanovništvo

### 1991.
Nacionalni sastav stanovništva 1991. godine, bio je sljedeći:
ukupno: 111
- Srbi - 110 (99,09%)
- ostali, neopredijeljeni i nepoznato - 1 (0,91%)

### 2013.
Na popisu stanovništva 2013. godine bilo je bez stanovnika.